# Roppongi Hills Mori Tower
La Roppongi Hills Mori Tower (六本木ヒルズ森タワー Roppongi Hiruzu Mori Tawā?) es un rascacielos de 54 plantas de uso mixto situado en Roppongi, Minato, Tokio, Japón. Completada en 2003 y llamada así en honor al constructor Minoru Mori, es la pieza central del desarrollo urbano Roppongi Hills. Es actualmente el sexto edificio más alto de Tokio con 238 m. Tiene una superficie de 379 408 m², que lo hacen uno de los edificios más grandes del mundo por superficie.
La Mori Tower se usa principalmente para oficinas, pero también contiene tiendas, restaurantes y otras atracciones turísticas. En la planta 53 está el Museo de Arte Mori y los visitantes pueden ver la ciudad desde los miradores de las plantas 52 y 54. La sede de la Mori Building Company también se encuentra en este edificio.
La torre ha sido objeto de varios escándalos. La sede de uno de los inquilinos del edificio, livedoor, fue asaltada por la policía. En 2004, un niño de seis años murió en una de las puertas giratorias del edificio. Tras una investigación policial, tres hombres fueron condenados por negligencia profesional que provocó la muerte del niño. Posteriormente, un incendio en un ascensor del edificio impulsó inspecciones de ascensores en todo el país.

## Uso
La Mori Tower es un edificio de uso mixto que alberga comercios y oficinas. Las primeras seis plantas de la torre albergan tiendas y restaurantes.

### Centro de Arte Mori y Museo de Arte Mori

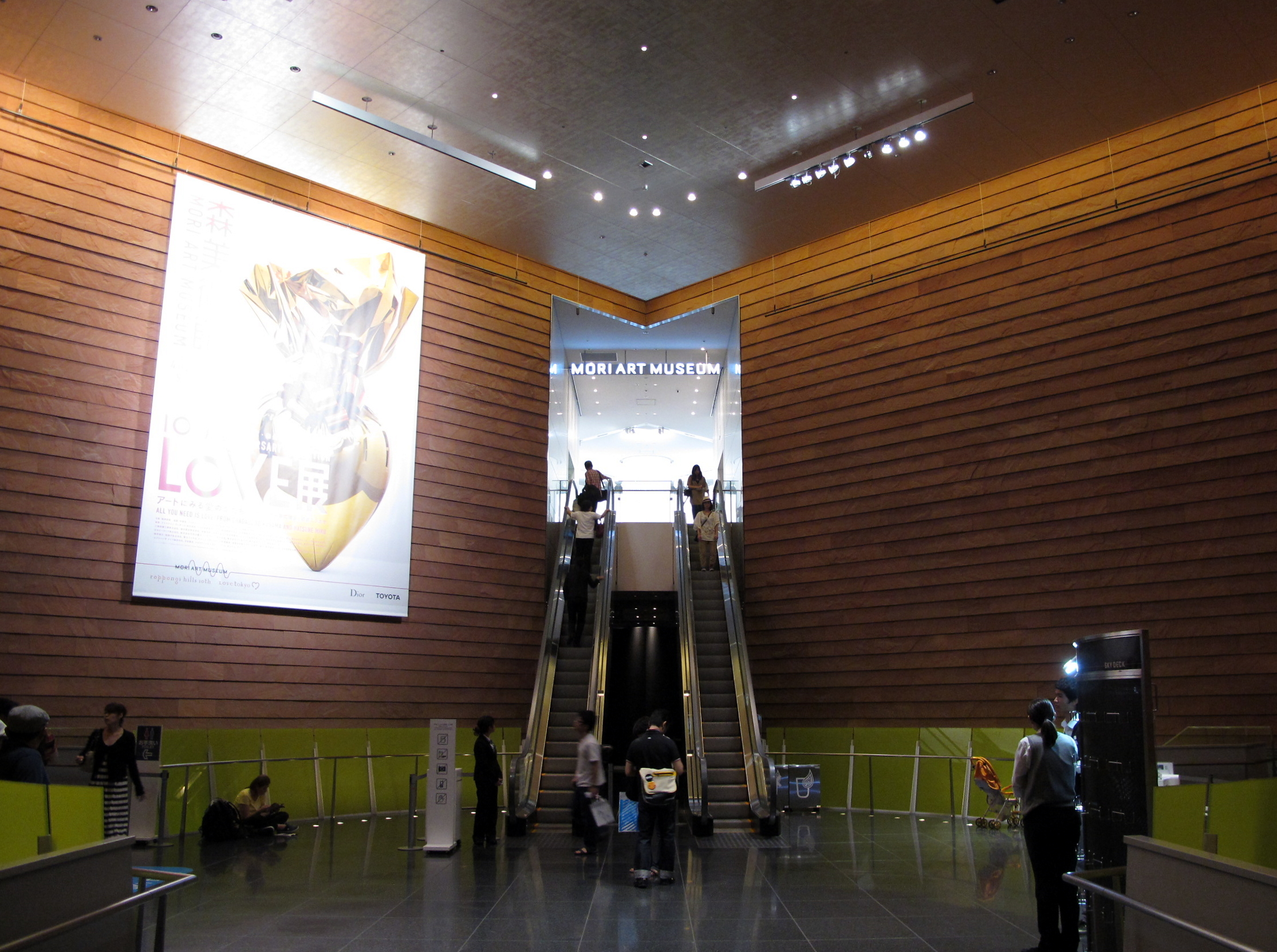
El Museo de Arte Mori en la planta 60.

El Centro de Arte Mori está situado en las plantas 49–54. Este centro incluye varias atracciones turísticas repartidas en las seis plantas más altas de la torre. En las plantas 49 y 51 hay una biblioteca y un club privado, respectivamente, ambos solo para miembros. Los visitantes pueden disfrutar de las vistas de la ciudad en el mirador Tokyo City View en la planta 52 y en una azotea al aire libre en la planta 54.
Inaugurado en octubre de 2003, el Museo de Arte Mori es la pieza central del Centro de Arte Mori. Su interior fue diseñado por Gluckman Mayner Architects, y originalmente ocupaba toda la planta 53 y una parte de la planta 52. Sin embargo, las galerías del museo en la planta 52 han sido retiradas desde entonces. El británico David Elliott fue el director del museo hasta que renunció a finales de 2006, y Fumio Nanjo asumió el cargo. Es una de las pocas atracciones de Tokio con un porcentaje de visitantes extranjeros comparable con el del Museo Nacional de Tokio, aunque atrae un total de visitantes menor.

### Inquilinos de las oficinas

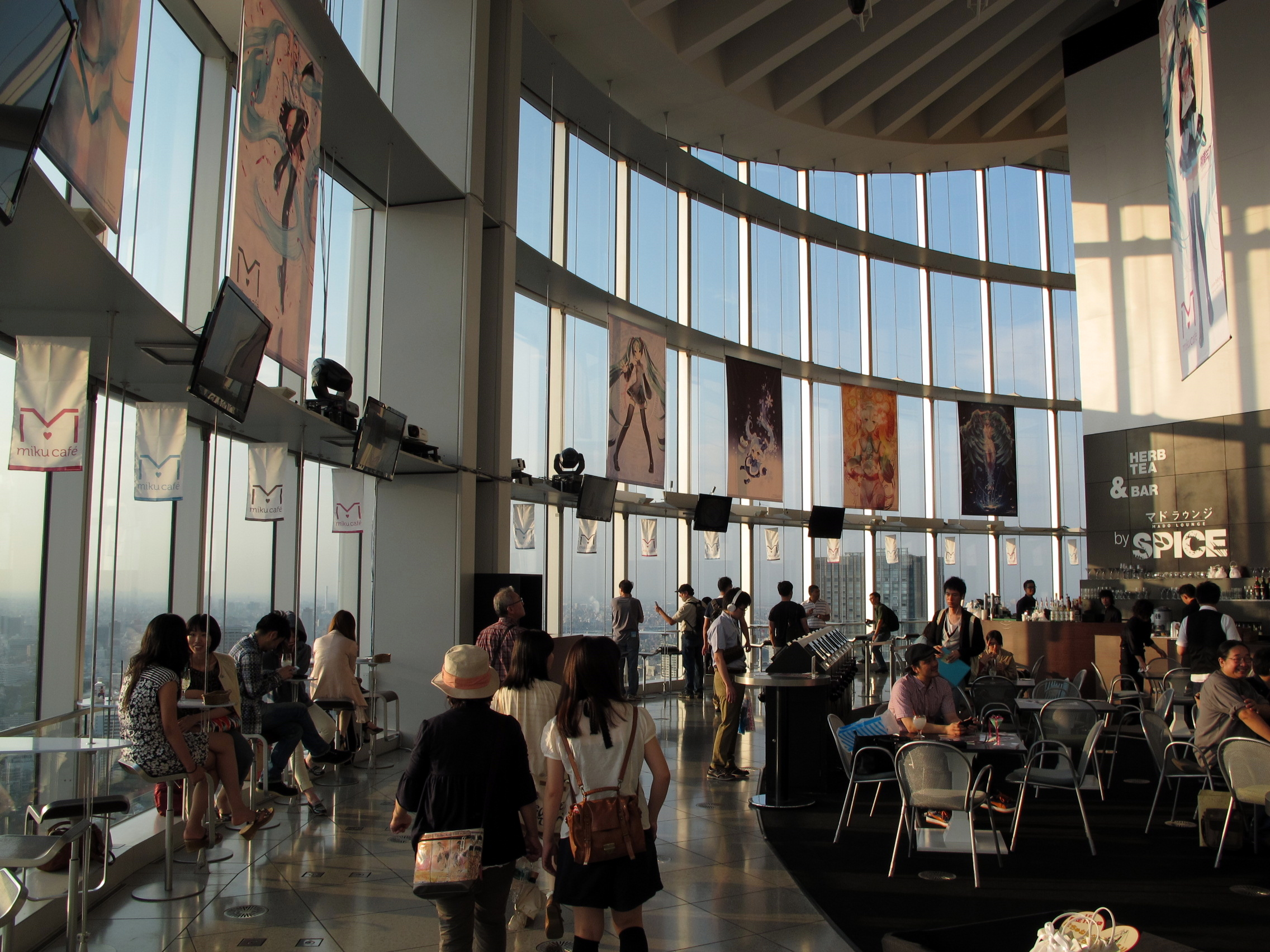
El mirador Tokyo City View antes de su renovación en 2013.

Las plantas 7–48 albergan oficinas y tienen varios inquilinos corportativos, incluidos:
- Allen & Overy (planta 38)
- Apple Inc. (planta 36)
- Barclays Bank y Barclays Capital (plantas 31-33)
- Booz & Company (planta 27)
- BASF (enlace roto disponible en Internet Archive; véase el historial, la primera versión y la última). (planta 21)
- CIBC (planta 15)
- Goldman Sachs (plantas 42 y 45-48)
- Google Japan[5] (plantas 26-30 y 43-44)
- GREE, Inc.[6] (plantas 8-9 y 11-14)
- Lenovo Japan Ltd. (planta 18)
- Morgan, Lewis & Bockius (planta 24)
- Nokia Solutions and Networks (planta 29)
- TMI Associates y Simmons & Simmons (planta 23)
- The Pokémon Company (planta 18)[7]
- Riot Games (planta 34)

Desde la apertura de la Midtown Tower de Tokyo Midtown en 2007, algunos inquilinos de la Mori Tower como Konami y Yahoo! Japan se trasladaron a la nueva torre. Antes de su quiebra, Lehman Brothers ocupaba el espacio que actualmente ocupa Barclays.

## Incidentes

### Accidente de 2004

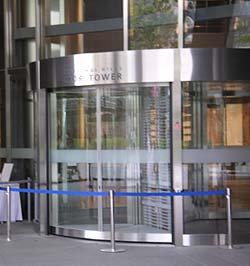
Un niño falleció después de que su cabeza fuera aplastada por esta puerta giratoria en 2004.

Mientras estaba en una visita de la Mori Tower en la mañana del 26 de marzo de 2004, el niño de seis años Ryo Mizokawa murió en una puerta giratoria en la entrada principal del edificio en la segunda planta. La cabeza de Mizokawa fue aplastada entre la puerta y el marco exterior; falleció dos horas después de llegar al hospital. El sensor de seguridad de movimiento de la puerta fue configurado originalmente para que detectara cualquier cosa de más de 80 cm de altura. Sin embargo, este ajuste fue cambiado a 135 cm después de que la puerta empezara a detenerse innecesariamente cuando detectaba una barrera de seguridad cercana instalada recientemente. Tras el incidente, se reveló que desde que abrió sus puertas el complejo, menos de un año antes, treinta y dos personas habían sufrido heridas causadas por las puertas giratorias de Roppongi Hills. En un acuerdo extrajudicial, la familia Mizokawa recibió una compensación no divulgada del constructor del edificio, Mori Building Company.
En marzo de 2005, los fiscales acusaron a tres personas con cargos de negligencia profesional con resultado de muerte: los altos ejecutivos de Mori Building Co Yuzo Tada y Yukihiro Koyama y un ejecutivo del fabricante de la puerta giratoria, Sanwa Tajima Corporation, Hisanobu Kubo. Los fiscales argumentaron que los trabajadores de Mori Building no implementaron las medidas de seguridad propuestas tras los incidentes previos debido a que afectarían a la apariencia de la entrada de la torre. Los tres acusados se declararon culpables de los cargos, y en septiembre recibieron sentencias de prisión suspendida durante diez, diez y catorce meses, respectivamente.

### Incendio de 2007
El 4 de abril de 2007, un ascensor de la Mori Tower produjo un incendio que destruyó parte de la sala de máquinas de los ascensores de la torre y obligó a que cientos de personas evacuaran el edificio. Según el fabricante del ascensor, Otis Elevator Company, un cable pelado que rozaba componentes cercanos del sistema del ascensor produjo chispas suficientes para prender el incendio. Tras el incendio, se descubrió que Otis era consciente de la presencia de cables oxidados y pelados en los ascensores de la torre desde enero de 2005. El incidente generó inspecciones de ascensores por todo el país realizadas por Nippon Otis y el Ministerio de Territorio, Infraestructura, Transporte y Turismo. La inspección del ministerio de aproximadamente 260 000 ascensores reveló problemas en 813 ascensores.

### Incidente de livedoor
En enero de 2006 la sede de uno de los inquilinos del edificio, livedoor, un proveedor de servicios de Internet japonés, fue asaltada por la policía. El incidente resultó en la detención de dos ejecutivos y desde entonces la empresa ha trasladado su sede a otro lugar.